# Калассо, Джанпьетро
Джанпьетро Калассо (итал. Gian Pietro Calasso; 6 июля 1937, Флоренция — 8 января 2023, Рим) — итальянский режиссёр, сценарист и драматург, фотограф.

## Биография
Джанпьетро Калассо родился во Флоренции 6 июля 1937 года и был старшим сыном юриста Франческо Калассо и Мелисенды Кодиньолы, дочери педагога Эрнесто Кодиньолы. Джанпьетро Калассо был женат на японской виолончелистке Цугако Хаяси, преждевременно скончавшейся в 1977 году. С 1992 года он был женат на актрисе и писательнице Дарии М. Морелли. Писатель и издатель Роберто Калассо был его младшим братом.
Будучи подростком, он решает, что его призвание — театр. Тем временем семья Калассо переехала из Флоренции в Рим, где Джанпьетро окончил среднюю школу имени Торквато Тассо, а затем поступил на юридический факультет Университета Ла Сапиенца по специальности «римское право». В то же время он все больше ориентируется на индустрию развлечений. Он поступил в актёрскую школу Алессандро Ферсена, посвятил себя изучению метода Станиславского, специализировался на пантомиме у Марселя Марсо и Роя Боcье, как танцор у Александра Сахарова, выступал в различных театрах (в том числе в Олимпийском театре Виченцы, Квирино в Риме, Шаушпильхаус в Цюрихе), а также в трёх фильмах, в последнем из которых американец в роли третьего главного героя («Новые ангелы», «Дьяволы Спартивенто», «На мели»).
В качестве режиссёра свои первые шаги он сделал в роли добровольного помощника Марио Моничелли на съёмках кинодрамы «Товарищи». В Лондоне он познакомился с Франко Дзеффирелли, что значительно повлияло на дальнейшую творческую судьбу Калассо.
В 1991 году Калассо экранизировал детективный роман Джеймса Хедли Чейза «Гриф — птица терпеливая», в котором ведущие роли исполнили Дональд Плезенс и Микела Рокко  ди Торрепадула.
С 1992 года жил и работал в Лос-Анджелесе.
В 1997 году двести его фотографий были приобретены Музеем Пола Гетти в Лос-Анджелесе. В период с 2002 по 2010 год он создал две фотокниги: «Эрос Нарцисса» и «Лос-Анджелес — нигде, теперь, здесь» (с предисловием Эннио Морриконе).
На международном уровне Калассо получил две награды: одну как сценарист на MystFest за фильм «Пакт со смертью», а вторую — награду японских критиков за постановку «Генриха IV» Луиджи Пиранделло в Токио. Калассо также имел почётное американское гражданство.
В 2003 году, после смерти матери и последующих семейных проблем, Калассо был вынужден вернуться из США в Рим. Благодаря «возвращению мозгов» его пригласил Римский университет возглавить кафедру «Цифрового направления». Параллельно с преподаванием с 2004 по 2009 год посвятил себя исследованиям и художественно-научным публикациям.
Он утверждал, что «Кино, театр, искусство вообще созданы для зрителей, а уже во-вторых, для критиков» (итал. Il cinema, il teatro, l’arte in generale si fanno per gli spettatori poi, in seconda battuta, per i critici).